# Gobierno y política de los Estados Federados de Micronesia
El gobierno y la política de los Estados Federados de Micronesia se encuadran en el marco de una república federal democrática parlamentaria. Los Estados Federados de Micronesia se rigen por la Constitución de 1979, que entró en vigor el 10 de mayo, además de por el Tratado de Libre Asociación firmado con Estados Unidos en 1986 y revisado en 1999 que exige a los Estados Federados seguir determinadas líneas de política exterior, y a cambio Estados Unidos se encarga de la defensa del país y la asistencia económica. De hecho, los Estados Federados de Micronesia siempre han votado con Estados Unidos en las resoluciones de la Asamblea General de las Naciones Unidas.
Se garantizan los derechos fundamentales y se establece un sistema de separación de poderes. El poder ejecutivo está en manos del presidente del Gobierno, elegido por la Asamblea (poder legislativo) compuesta por 14 miembros, elegidos 10 de ellos mediante sufragio universal y uno por cada uno de los cuatro estados que forman la Federación, y entre los cuales deben ser elegidos el presidente y el vicepresidente. Los cuatro estados poseen además una asamblea legislativa propia.

## Partidos políticos
A pesar de no estar prohibidos, no hay partidos políticos establecidos en los Estados Federados de Micronesia. La filiación política no se mueve, pues, por partidos, sino que dependen de factores familiares y concretos de cada isla.

## Presidentes
- Tosiwo Nakayama (1979 - 1987)
- John Haglelgam (1987 - 1991)
- Bailey Olter (1991 -  1997)
- Jacob Nena (1997 - 1999)
- Leo Falcam (1999 - 2003)
- Joseph J. Urusemal (2003 - 2007)
- Manny Mori (2007 - 2015)
- Peter M. Christian (2015 - 2019)
- David W. Panuelo (2019 - 2023)
- Wesly Simina (2023 - )